# Samantha Hall (Leichtathletin)
Samantha Hall (* 19. April 1993 in Kingston) ist eine jamaikanische Leichtathletin, die sich auf den Diskuswurf spezialisiert hat.

## Sportliche Laufbahn
Samantha Hall studierte von 2014 bis 2017 an der University of Texas at El Paso und sammelte 2022 erste Erfahrungen bei internationalen Meisterschaften, als sie bei den Weltmeisterschaften in Eugene mit einer Weite von 56,99 m in der Qualifikationsrunde ausschied. Anschließend belegte sie bei den NACAC-Meisterschaften in Freeport mit 57,70 m auf den siebten Platz. Im Jahr darauf verpasste sie bei den Weltmeisterschaften in Budapest mit 58,43 m den Finaleinzug. Ende Oktober gewann sie bei den Panamerikanischen Spielen in Santiago de Chile mit 59,14 m die Bronzemedaille hinter den Brasilianerinnen Izabela da Silva und Andressa de Morais. 2024 nahm sie an den Olympischen Sommerspielen in Paris teil und schied dort mit 54,94 m in der Qualifikationsrunde aus.
In den Jahren von 2021 bis 2023 wurde Hall jamaikanische Meisterin im Diskuswurf.